# تصنيف مراحل سرطان عنق الرحم

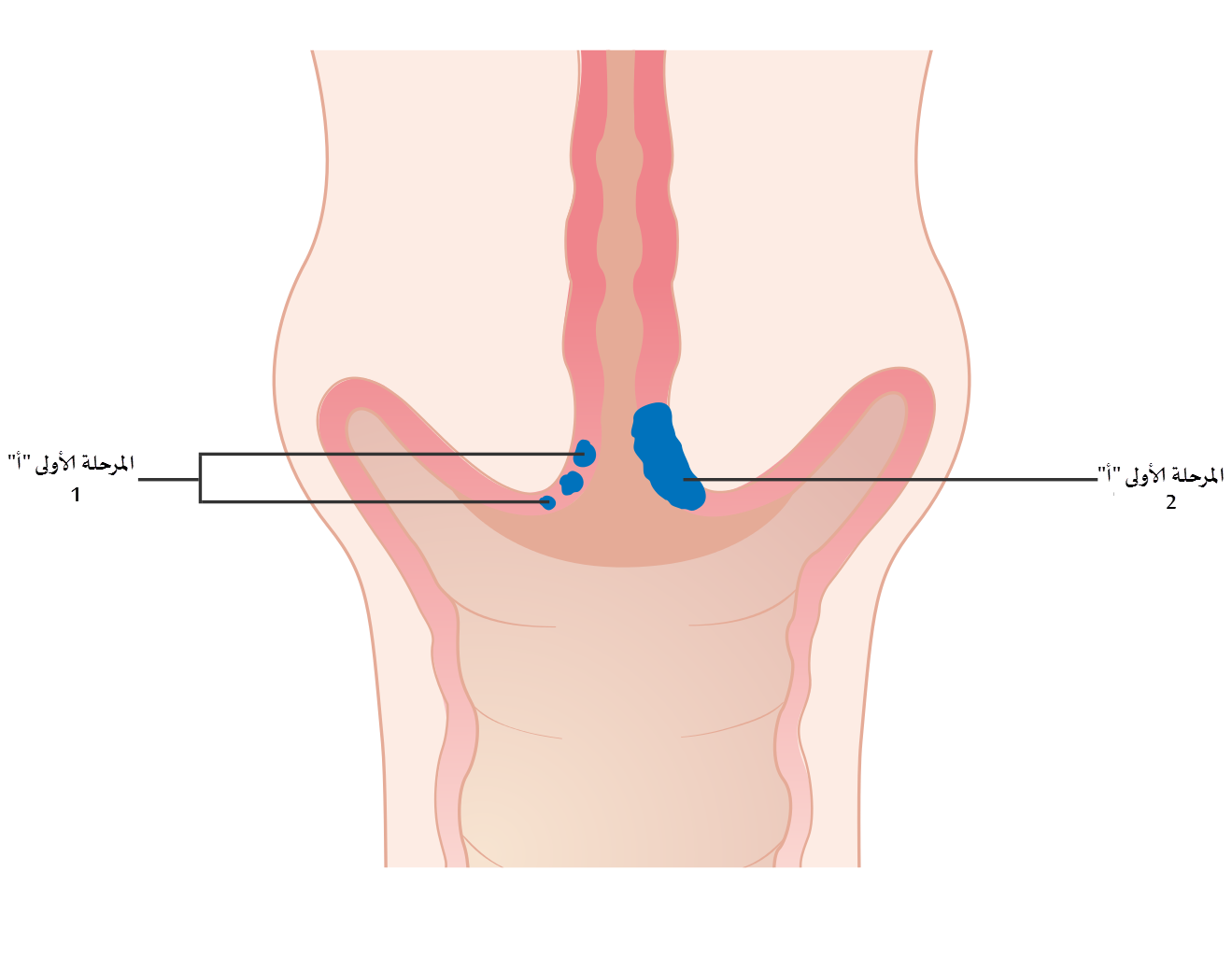
المرحلة الأولى أ من سرطان عنق الرحم

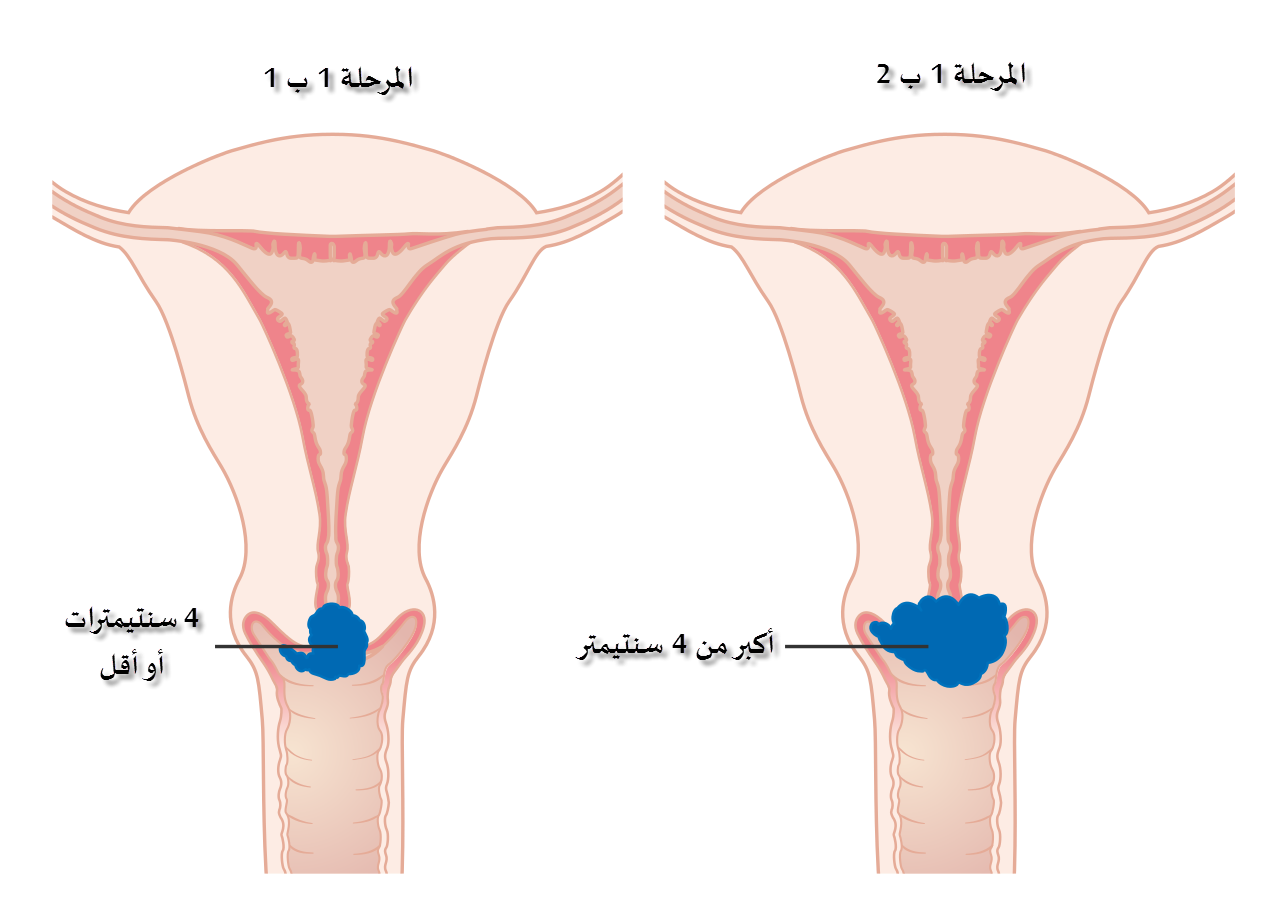
المرحلة الأولى ب من سرطان عنق الرحم

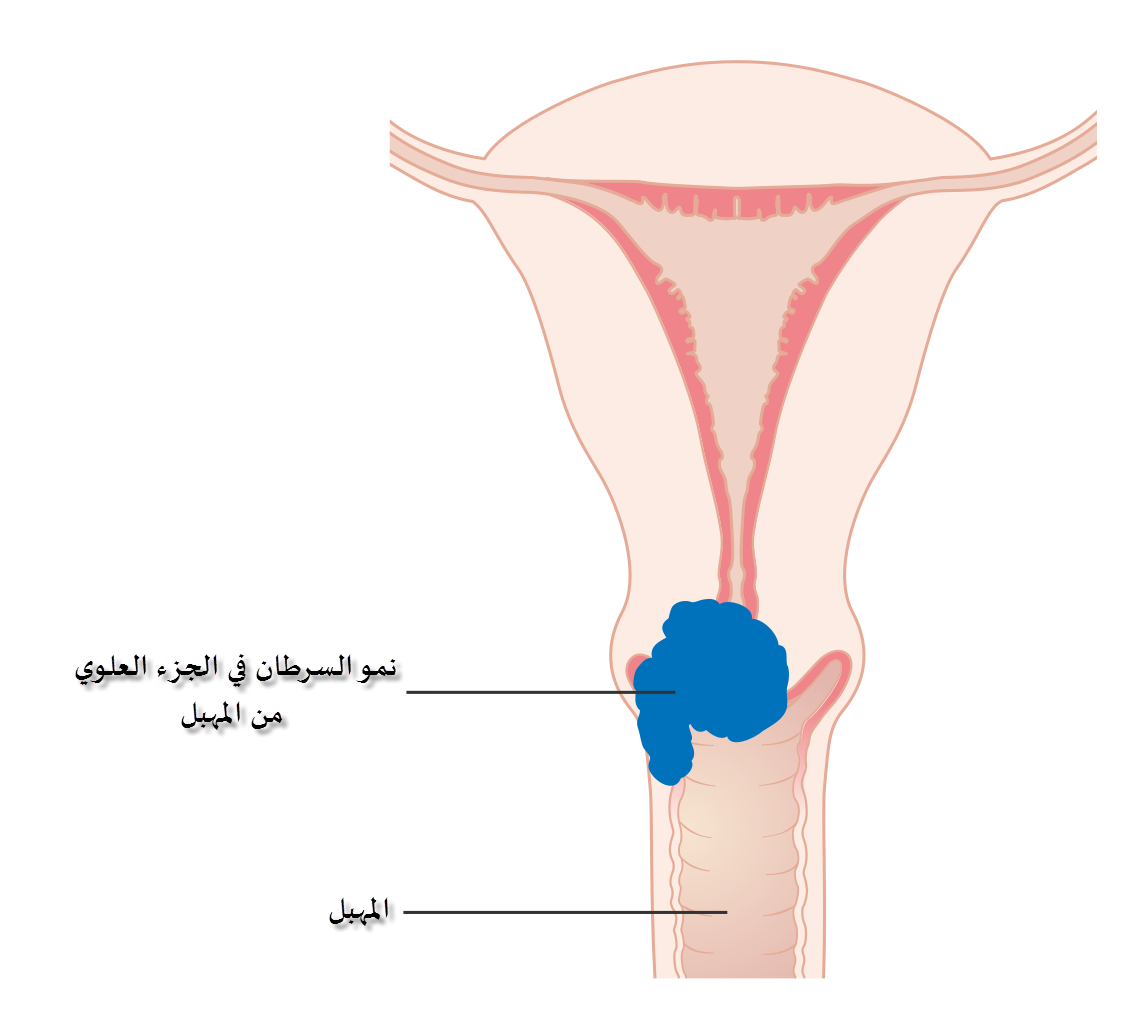
المرحلة الثانية أ من سرطان عنق الرحم

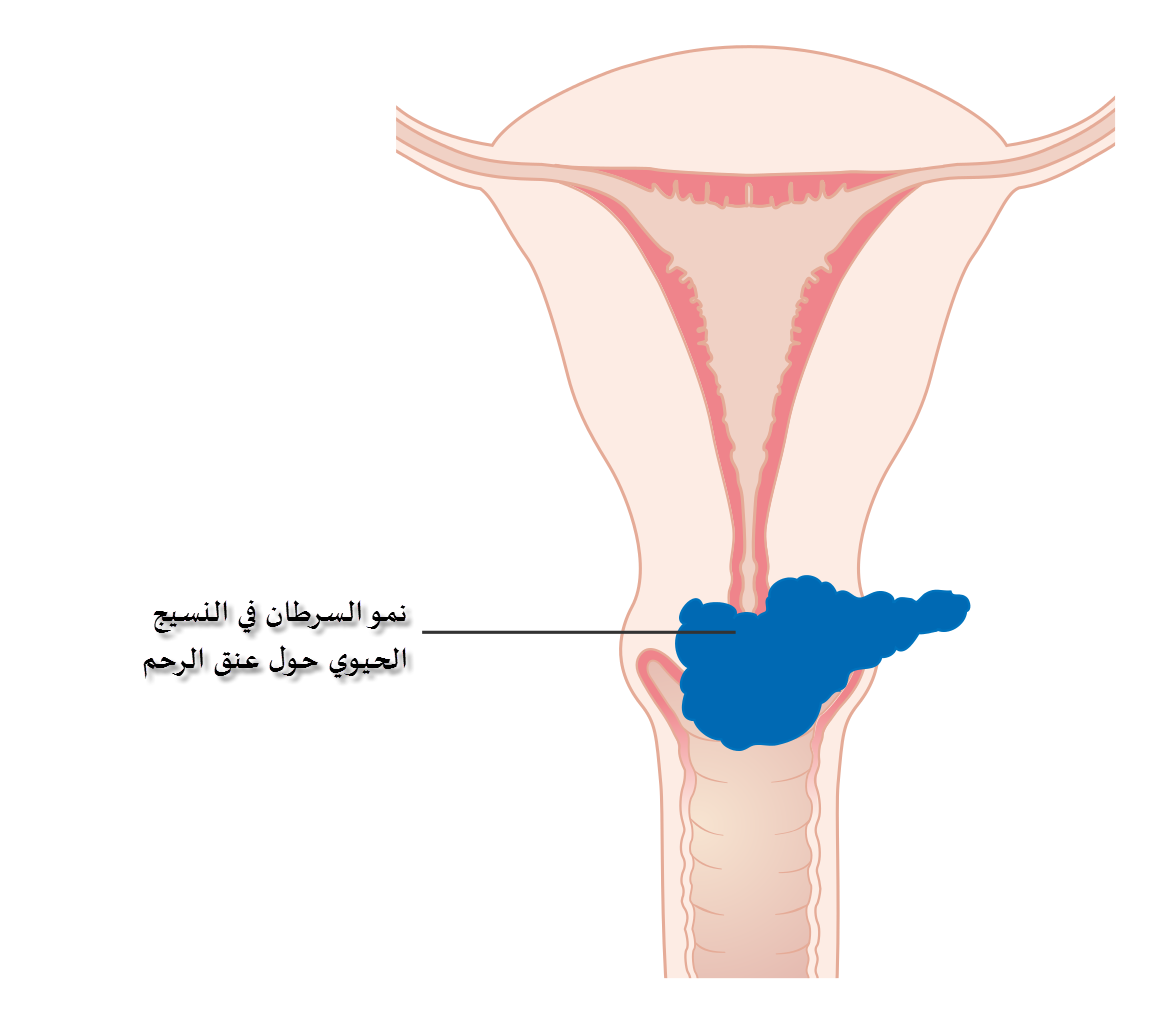
المرحلة الثانية ب من سرطان عنق الرحم

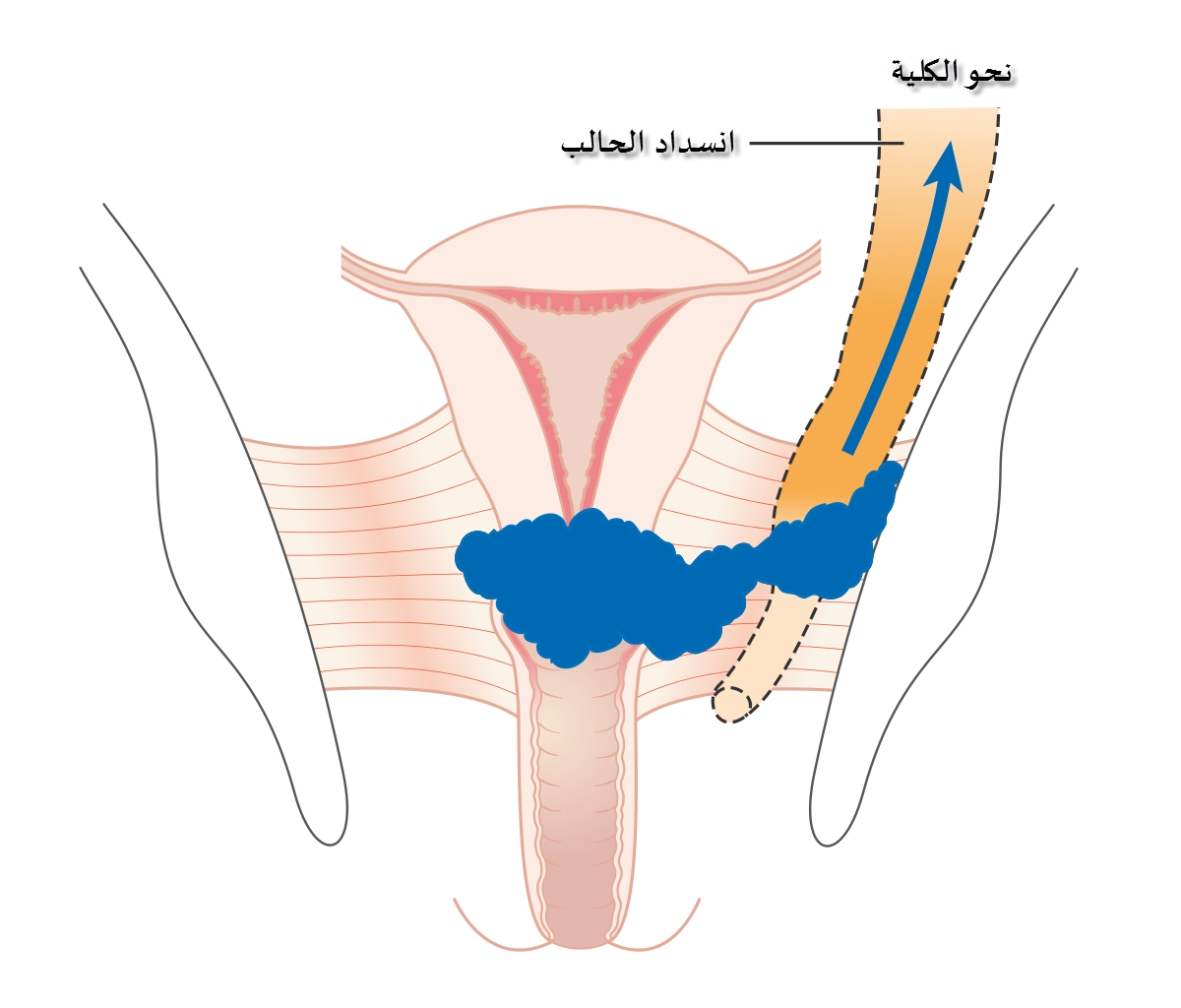
المرحلة الثالثة ب من سرطان عنق الرحم

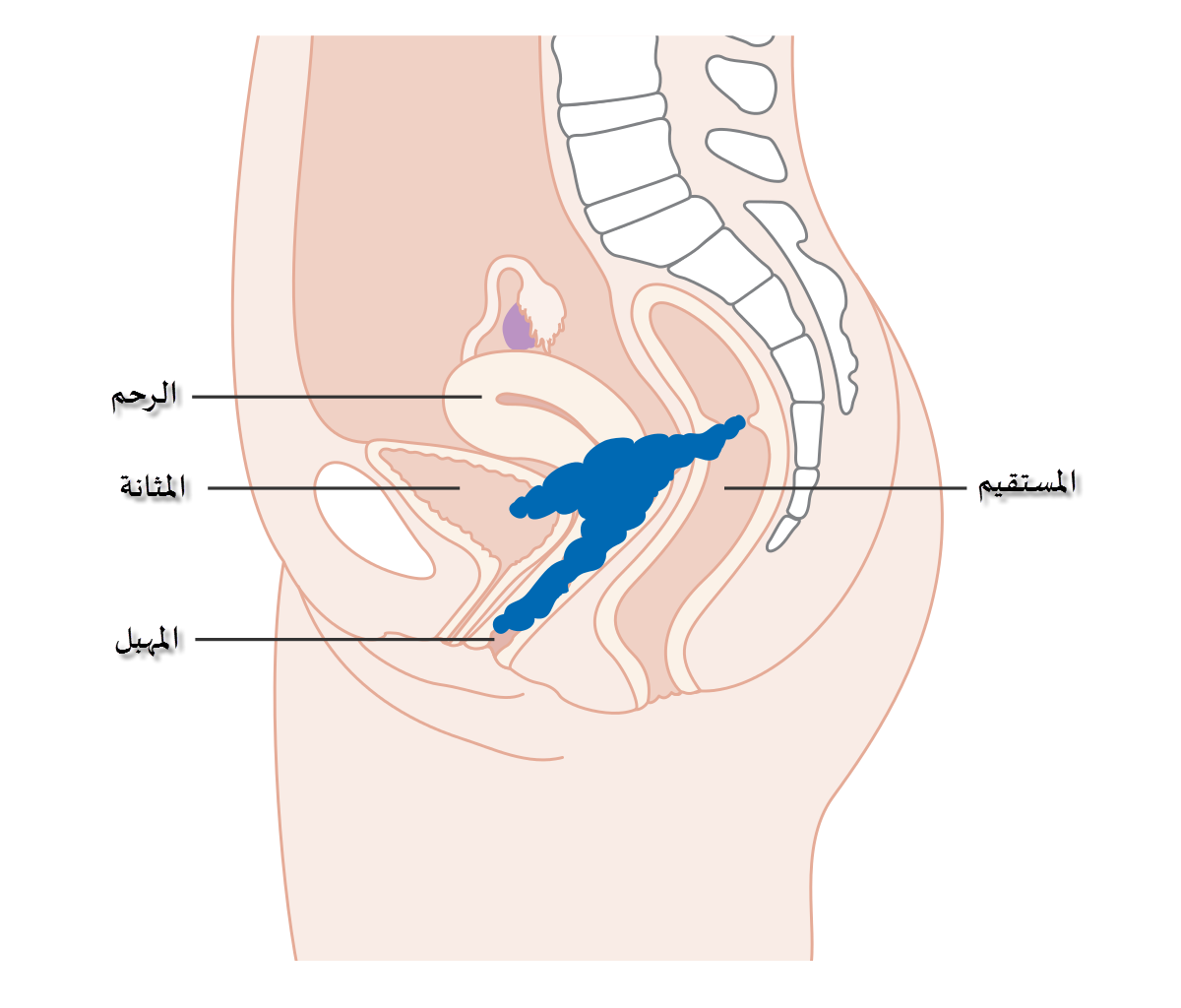
المرحلة الرابعة أ من سرطان عنق الرحم

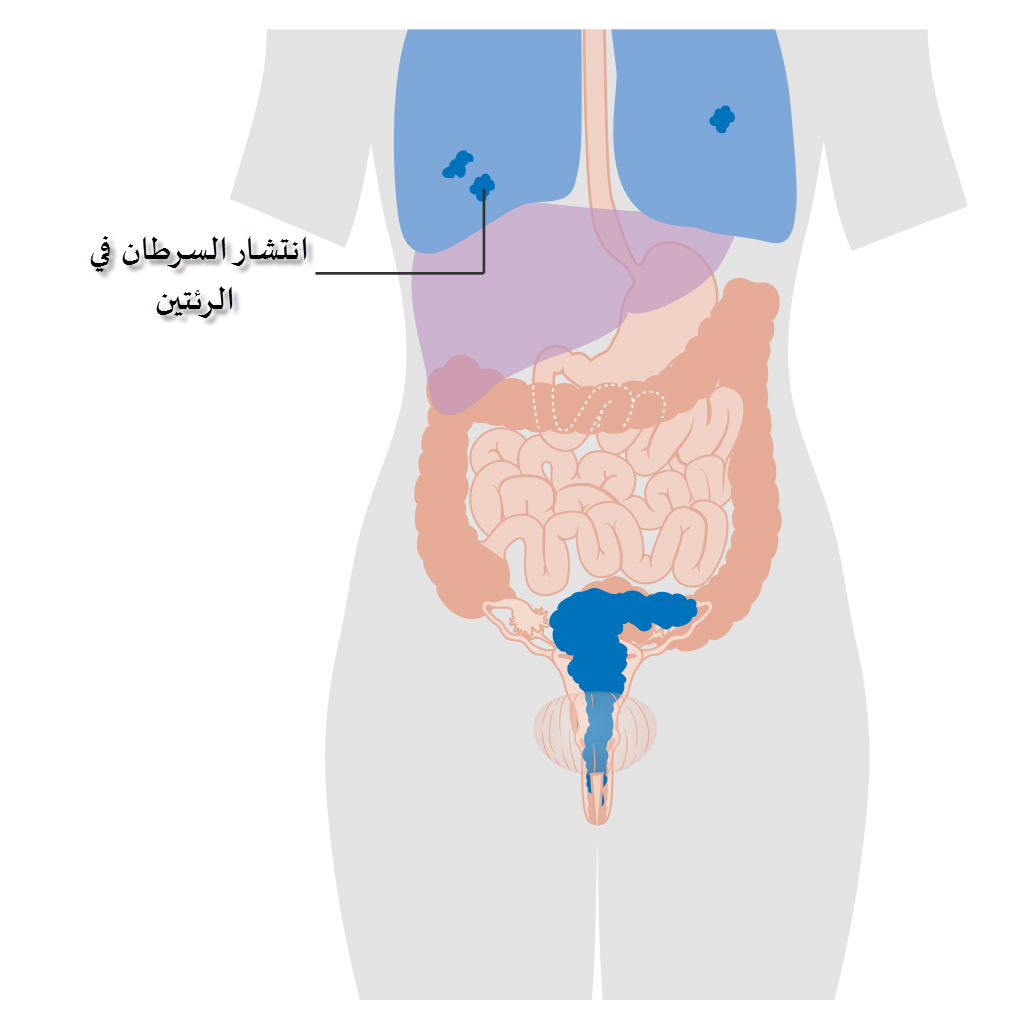
المرحلة الرابعة ب من سرطان عنق الرحم

تصنيف مراحل سرطان عنق الرحم (بالإنجليزية: Cervical cancer staging)‏ هو تقييم سرطان عنق الرحم وذلك تحديدًا لمدى تطور المرض. وتمتد مراحل تطور مرض السرطان من مرحلة 0 والتي تُعتبر ما قبل السرطانية حتى المرحلة 4، في هذه المرحلة يكون السرطان مُنتشرًا في جزء كبير من جسم المُصاب. وكقاعدة عامة، تثعتبر المرحلة 0 سهلًا العلاج أما المرحلة 4 فهي غير قابلة للشفاء. ووفقًا لنظام التدريج للاتحاد الدولي لأمراض النساء والتوليد فإن تصنيف مراحل سرطان عنق الرحم يتم تقيمها تبعًا لالفحص السريري أكثر من الاستنتاجات الجراحية. يتمُ استخدام الاختبارات الشخصية التالية في تحديد مراحل تطور السرطان: الجس (بواسطة الأصابع) والمعاينة الطبية وتنظير المهبل وتوسيع وكحت باطن عنق الرحم وتنظير الرحم وتنظير المثانة وتنظير المستقيم وصورة الحويضة الوريدية والأشعة السينية للرئتين والهيكل العظمي واستئصال مخروطي لعنق الرحم.

## مراحل التطور
المرحلة 0يقتصر تواجد السرطانة فقط في الطبقات السطحية (خَلاَيا مُبَطِّنَة) من عنق الرحم. وتسمى بسَرَطانَةٌ لابِدَة.
المرحلة 1تنمو السرطانة بشكل أعمق في هذه المرحلة في عنق الرحم، ولكن ليس أبعد من ذلك. وتنقسم المرحلة الأولى إلى عدة أقسام وهي:
الأولى أ سَرَطانَةٌ غَزْوية والتي يتم تشخيصها مجهريًا، عُمق الغَزْو <5 مم وأكبر تمدد <7 مم
الأولى أ-1 قياس السَدَوِيّ الغَزْوي <3.0 مم في العمق و <7.0 مم في المُلحق (مُمتد).
الأولى أ-2 قياس السَدَوِيّ الغَزْوي >3.0 مم ولا أكبر من >5.0 مم ومع تمدد (مُلحق أو في الخارج) >7.0 مم
الأولى ب يُلاحظ آفات سريرية وتقتصر فقط في منطقة عنق الرحم أو سرطان ما قبل السريري أكبر مُقارنة مع مرحلة الأولى أ
الأولى ب-1 آفات مُلاحظة سريريًا <4.0 سم كأكبر حجم
الأولى ب-2 آفات مُلاحظة سريريًا >4.0 سم كأكبر حجم
المرحلة 2تغزو سرطانة عنق الرحم إلى ما خارج الرحم، لكن لا تصل إلى جدار الحوض أو إلى الثلث السفلي من المهبل
الثانية أ من دون غَزْو مُجَأوِرَاتِ الرَّحِم
الثانية أ-1 آفات مُلاحظة سريريًا <4.0 سم كأكبر حجم
الثانية أ-2 آفات مُلاحظة سريريًا >4.0 سم كأكبر حجم
الثانية ب مع غَزْو واضح لمُجَأوِرَاتِ الرَّحِم
المرحلة 3يمتد الورم وصولًا إلى جدار الحوض و/ أو يشمل الجزء الثُلثي السفلي من الرحم و/ أو موه الكلية أو كلى غير فَعّالة
الثالثة أ يصل الورم الجزء الثُلثي السفلي من الرحم ومن دون أن يصل إلى جدار الحوض
الثالثة ب يصل الورم إلى جدار الحوض مع أو من دون موه الكلية أو كلى غير فَعّالة
المرحلة 4تصل السرطانة إلى ما بعد الحوض أو تغزو مُخاطِيَّة المثانة أو مُخاطِيَّة المستقيم.
الرابعة أ يصل الانتشار إلى الأعضاء المُجاورة
الرابعة ب يصل الانتشار إلى الأعضاء البعيدة

## وصلات خارجية
- FIGO Committee on Gynecologic Oncology (10 أكتوبر 2006). "Cancer of the Cervix Uteri: 3.1 Staging". Staging Classifications and Clinical Practice Guidelines for Gynecological Cancers (PDF) (ط. 3rd). International Federation of Gynecology and Obstetrics. ص. 37–41. {{استشهاد بكتاب}}: روابط خارجية في |ناشر= (مساعدة)[وصلة مكسورة]
Originally published as Benedet JL، Bender H، Jones H، Ngan HY، Pecorelli S (أغسطس 2000). "FIGO staging classifications and clinical practice guidelines in the management of gynecologic cancers. FIGO Committee on Gynecologic Oncology". Int J Gynaecol Obstet. ج. 70 ع. 2: 209–62. PMID:11041682.